# Youssef Swatt's
Youssef Swatt's, de son vrai nom Youssef Reziki né le 8 février 1998 à Tournai, est un rappeur, auteur et agent artistique belgo-algérien,,.

## Biographie

### Jeunesse
Youssef Reziki naît le 8 février 1998 à Tournai en Belgique, dans une famille issue de l'immigration algérienne. Dès son enfance, il est passionné par la musique et la langue française. D'une part, il s'éprend d'une passion pour la littérature grâce à sa grande sœur, ainsi que d'une passion pour le hip-hop français grâce à son grand frère qui lui fait découvrir le genre.
Il poursuit ses études secondaires au Collège Notre-Dame de Tournai. C'est dans cette école que l'un de ses professeurs de français lui conseille de se consacrer plus sérieusement à l'écriture. Youssef est alors âgé de 12 ans lorsqu'il se met à écrire, en commençant par des nouvelles et de la poésie.

### Carrière
En 2017, il autoproduit son premier album Vers l'infini et au-delà, grâce au soutien de son public via une campagne de financement participatif. Il se produit sur scène dans de nombreux concerts et festivals en Belgique, en France, en Suisse ou encore au Sénégal. Après avoir collaboré avec des artistes tels que IAM, Oxmo Puccino, Demi Portion, Gaël Faye et JeanJass,, il enchaîne avec deux albums : Poussières d'espoir (2020) et Pour que les étoiles brillent (2022).
En 2021, il annonce être l'agent artistique du groupe Coline & Toitoine, aujourd'hui renommé Colt.
Le 20 mai 2023, il réalise une performance originale lors d'une conférence TEDx à Bruxelles, intitulée "Repartir à zéro",.
En juillet 2024, il est gagnant de la troisième saison du concours Nouvelle École sur Netflix,,, dont le jury est composé de SCH, Aya Nakamura et SDM.
En octobre 2024, il collabore sur la B.O de la comédie musicale La Haine, inspirée du film éponyme de Mathieu Kassovitz. Il y partage un morceau avec la chanteuse française Clara Luciani.
Le 21 février 2025, 7 mois après son passage dans l'émission, il sort un EP, intitulé Chute Libre. Un projet comprenant 8 titres, dont des featurings avec le rappeur Youssoupha, le pianiste Sofiane Pamart et son partenaire de Nouvelle École, James Loup.

## Discographie

### Albums studio
- 2017 : Vers l'infini et au-delà
- 2020 : Poussières d'espoir (album commun avec El Gaouli)
- 2022 : Pour que les étoiles brillent

### EP
- 2014 : L'Amorce
- 2015 : Petit Youssef
- 2025 : Chute libre

### Singles
- 2020 : Tellement
- 2020 : La Fille que je n'ai jamais rencontrée
- 2021 : Remonter le temps
- 2022 : Quelques notes suffisent
- 2022 : Le Rap est mort
- 2022 : Solo
- 2022 : Respect
- 2024 : Ancienne Belgique
- 2024 : Turbulences
- 2025 : Épilogue (featuring Sofiane Pamart)
- 2025 : Demain tout ira mieux (featuring Youssoupha)
- 2025 : Parking (featuring James Loup)

### Collaborations
- 2017 : Demi Portion - Planète Rash (featuring Scylla, Davodka, Youssef Swatt's, Sprinter, Jeff le Nerf, Swift Guad, JP Manova, Hexaler, Monotof, Dooz Kawa)
- 2017 : Karib - Humeurs maussades (featuring Youssef Swatt's, Kekro)
- 2018 : Sébastien Damiani, Faf la Rage - OPERAP (featuring Sat l'Artificier, Shurik'n, Youssef Swatt's, Demi Portion, LaCraps, Cécilia Arbel)
- 2018 : Hexaler - Passion née (featuring Youssef Swatt's)
- 2018 : Melfiano - Voyage en sac à dos (featuring Youssef Swatt's)
- 2019 : Hexaler - J'ai trouvé ma place (featuring Youssef Swatt's, Demi Portion)
- 2020 : Ywill - Jeter des ponts (featuring Youssef Swatt's)
- 2021 : Tonino - Petit frère (featuring Youssef Swatt's, James Deano)
- 2022 : P-Pito - Comme à l'époque (featuring Youssef Swatt's, Béni)
- 2024 : Youssef Swatt's, Clara Luciani - La Haine